# سناد لولیچ
سناد لولیچ (انگلیسی: Senad Lulić؛ زاده ۱۸ ژانویهٔ ۱۹۸۶) یک بازیکن فوتبال اهل بوسنی و هرزگوین است.